# Catharsius calaharicus
Catharsius calaharicus е вид бръмбар от семейство Листороги бръмбари (Scarabaeidae). Видът не е застрашен от изчезване.

## Разпространение
Разпространен е в Ботсвана, Зимбабве, Намибия и Южна Африка.